# Ashburton (Australien)
Ashburton ist ein Stadtteil von Melbourne. Er liegt etwa 12 km südöstlich der Innenstadt und hatte bei der Volkszählung 2016 7.751 Einwohner.
Die Geschäfte und Einkaufsmöglichkeiten in Ashburton konzentrieren sich in den Bereich um die High Street.
Um 1924 wurde der Stadtteil an das elektrische Straßenbahnnetz angeschlossen. 1927 eröffnete das Postamt.